# Reise Brasilien
Reise Brasilien (abreviado Reise Bras.) es un libro con ilustraciones y descripciones botánicas que fue escrito conjuntamente por Johann Baptist von Spix y Carl Friedrich Philipp von Martius. Fue publicado en tres volúmenes en los años 1823-1831, con el nombre de Reise Brasilien auf Befehl Sr. Majestat Maximilian Joseph I. Konigs von Baiern in den Jahren 1817 bis 1820... Munchen.